# マリアーノ・イスコ
マリアーノ・イスコ（Mariano Julio Izco、1983年3月13日 - ）は、アルゼンチン・ブエノス アイレス出身の元サッカー選手。現役時代のポジションはMF。
イタリアのパスポートも保有している。

## 経歴
2006年8月、23歳でイタリアに渡り、カルチョ・カターニアと契約。セリエAに昇格したばかりのチームで、1年目に19試合に出場すると、続く2007-08シーズンは主力として32試合に出場した。その後も毎シーズンのように監督交代が起きるカターニアの中でもコンスタントに出場機会を得て、チームのセリエA残留に貢献。2012年5月には、セリエAでの通算出場試合数が151試合となり、カターニアのクラブ最多記録を更新した。
2014年7月30日、8年在籍したカターニアを離れACキエーヴォ・ヴェローナへ移籍。
2017年7月23日、FCクロトーネへ自由移籍で加入した。
2019年2月22日、コゼンツァ・カルチョへ移籍した。
2019年8月2日、SSユーヴェ・スタビアへ移籍した。
2020年9月9日、カターニアに復帰した。